# The Ruins of Earth
The Ruins of Earth est un recueil de nouvelles de science-fiction écrites par divers auteurs et réunies par Thomas M. Disch.
Le recueil, paru en 1971, contient seize nouvelles, ainsi qu'un essai rédigé par Thomas M. Disch.

## Contenu
- Gas Mask, 1964, nouvelle de James D. Houston (en)
- The Cage of Sand, 1962, nouvelle de J. G. Ballard
- The Shaker Revival, 1970, nouvelle de Gerald Jonas
- Autofac, 1955, nouvelle de Philip K. Dick
- America the Beautiful, 1970, Fritz Leiber
- Three Million Square Miles, 1971, nouvelle de Gene Wolfe
- Roommates, 1971, nouvelle de Harry Harrison
- Groaning Hinges of the World, 1971, nouvelle de R. A. Lafferty
- The Birds, 1952, nouvelle de Daphne du Maurier
- Deer in the Works, 1955, nouvelle de Kurt Vonnegut
- The Dreadful Has Already Happened, 1971, nouvelle de Norman Kagan
- Do It for Mama !, 1971, nouvelle de Jerrold Mundis
- Accident Vertigo, 1971, nouvelle de Kenward Elmslie (en)
- The Plot to Save the World, 1970, nouvelle de Michael Brownstein
- Closing with Nature, 1970, nouvelle de Norman Rush
- On Saving the World, 1971, essai de Thomas M. Disch
- Wednesday, November 15, 1967, 1971, nouvelle de George Alec Effinger